# NGC 12
NGC 12 je vmesna spiralna galaksija v ozvezdju Rib. Njen navidezni sij je 13,8m. Od Sonca je oddaljena približno 49,6 milijonov parsekov, oziroma 161,77 milijonov svetlobnih let.
Galaksijo je odkril William Herschel 6. decembra 1790.